# Manvel (Texas)
Manvel è un centro abitato degli Stati Uniti d'America, situato nella contea di Brazoria dello Stato del Texas.

## Società

### Evoluzione demografica
Secondo il censimento del 2000, c'erano 3.046 persone, 1.085 nuclei familiari, e 870 famiglie residenti nella città. C'erano 1.148 unità abitative a una densità media di 49,3 per miglio quadrato (19,0/km²). La composizione etnica della città era formata dal 65,7% di bianchi, il 13,9% di afroamericani, lo 0,6% di nativi americani, l'8.6% di asiatici, l'8.9% di altre etnie, e il 2,3% di due o più etnie. Gli ispanici o latinos di qualunque razza erano il 15,6% della popolazione.
C'erano 1.085 nuclei familiari di cui il 36,4% avevano figli di età inferiore ai 18 anni, il 67,9% erano coppie sposate conviventi, il 7,6% aveva un capofamiglia femmina senza marito, e il 19,8% erano non-famiglie. il 15,5% di tutti i nuclei familiari erano individuali e il 4,4% aveva componenti con un'età di 65 anni o più che vivevano da soli. Il numero di componenti medio di un nucleo familiare era di 2,80 e quello di una famiglia era di 3,13.
La popolazione era composta dal 25,8% di persone sotto i 18 anni, il 7,1% di persone dai 18 ai 24 anni, il 29,9% di persone dai 25 ai 44 anni, il 28,7% di persone dai 45 ai 64 anni, e l'8.5% di persone di 65 anni o più. L'età media era di 38 anni. Per ogni 100 femmine c'erano 100,7 maschi. Per ogni 100 femmine dai 18 anni in giù, c'erano 111,3 maschi.
Il reddito medio di un nucleo familiare era di 65.862 dollari, e quello di una famiglia era di 79.217 dollari. I maschi avevano un reddito medio pro capite di 45.602 dollari contro i 28.083 dollari delle femmine. Il reddito medio pro capite totale era di 23.751 dollari. Circa l'1.3% delle famiglie e il 3,0% della popolazione erano sotto la soglia di povertà, incluso il 2,6% di persone sotto i 18 anni e l'1.9% di persone di 65 anni o più.